# Giambattista Lolli
Giambattista Lolli (né en 1698 à Nonantola, dans l'actuelle province de Modène, en Émilie-Romagne, alors dans le duché de Modène et mort le 4 juin 1769) est un joueur d'échecs italien du XVIIIe siècle.

## Biographie
Giambattista Lolli est connu pour avoir publié un traité sur les échecs au XVIIIe siècle Osservazioni teorico-pratiche sopra il gioco degli scacchi (Bologne, 1763). 
Un schéma de mat porte son nom : le mat de Lolli.